# Xuzhou
Xuzhou (în chineză: 徐州市 Xúzhōu), cunoscut în trecut ca Pengcheng, este un oraș din nord-estul provinciei Jiangsu în China. Aflat la intersecția dintre provinciile Jiangsu, Shandong, Henan și Anhui, este un nod important pentru fluxurile de transport. Are o populație de 8.577.225 de locuitori pe o suprafață de 11,259 km².

## Personalități născute aici
- Sun Wei (n. 1992), scrimer.